# Simon-Székely Attila
Simon-Székely Attila (Székely Attila, S.; Marosvásárhely, 1959. július 23. –) erdélyi magyar pszichológiai, filozófiai és pedagógiai szakíró.

## Életútja
Szülővárosában, az Al. Papiu-Ilarian Líceumban érettségizett (1979), majd tanulmányait a Bukaresti Tudományegyetemen angol–román szakon folytatta (1982). 1991–92-ben az angliai Wellingtonban teológiai tanulmányokat folytatott; 1998-ban pszichológiából és gyógypedagógiából is szerzett egyetemi diplomát a kolozsvári BBTE-n. A pszichológiai tudományok doktora címet a pécsi Janus Pannonius Egyetemen nyerte el 2003-ban „Az öntudat a XX. századi tudatkutatás tükrében” című szociálpszichológiai értekezésével, témavezetője Erős Ferenc volt.
1982-től 1993-ig a marosvásárhelyi Népi Szabadegyetemen előadó, 1998-tól a Magyar Tudományos Akadémia Pszichológiai Kutatóintézetében pszichológus, majd a marosvásárhelyi Sapientia Erdélyi Magyar Tudományegyetem Műszaki és Humántudományok Kar Alkalmazott Társadalomtudományok Tanszék oktatója és kutatója.

## Szakírói munkássága
Első cikkei, karcolatai 1984-ben a marosvásárhelyi Vörös Zászlóban jelentek meg, melynek külső munkatársa is volt; az 1990-es évek elején ugyancsak külső munkatársként a Romániai Magyar Szónak is dolgozott. Számos szaktanulmánya jelent meg különböző egyetemi szimpóziumok kiadványaiban.

## Köteteiből
- Moartea ca problema a psihologiei; Custos, Marosvásárhely, 1998
- Az Fk-modell (interdiszciplináris elmélet – logika, lingvisztika, episztemológia, pszichológia, kozmológia). I. Egzafilologika, II. Az Fk-modell, III. Struktúraelmélet (Marosvásárhely, 1999)
- Az fk.-modell. A végtelen tudománya infinitológia; Custos, Marosvásárhely, 1999
- A tudat-biopszichológia alapvonalai; Appendix, Marosvásárhely, 2005
- Biopsihologia conştiinţei. Noţiuni introductive; Ardealul, Marosvásárhely, 2006
- Conştienţa; Ardealul, Marosvásárhely, 2006
- A magatartás multidiszciplináris tudománya. Tankönyv orvostanhallgatóknak; Közdok, Bp., 2006
- Stadiul terminal al vieţii în psihologia sănătăţii; Ardealul, Marosvásárhely, 2006
- A tudat pszichológiai és filozófiai vonatkozásai; Közdok, Bp., 2006
- Tudat-rendszer a tudat-biopszichológiában; Közdok, Bp., 2006
- Életfelfogás, szorongás, halálfélelem; Animula, Bp., 2007 (Animula könyvek)
- A lélek mítoszokban és vallásokban; Animula, Bp., 2008 (Animula könyvek)
- Rövid magatartástudomány orvosoknak; Animula, Bp., 2008 (Animula könyvek)
- Képi logika; Animula, Bp., 2009 (Animula könyvek)
- A lét szerkezete; Animula, Bp., 2009 (Animula könyvek)
- Mozgás és struktúra; Animula, Bp., 2009 (Animula könyvek)
- A biopsychological model of consciousness; Animula, Bp., 2012
- Végtelen tudat. A struktúrák új tudománya. Infinitológia; Animula, Bp., 2013
- Lélekenciklopédia. A lélek szerepe az emberiség szellemi fejlődésében, 1-4.; főszerk. Simon-Székely Attila; KRE–L'Harmattan, Bp., 2015–2019
  - 1. Világvallások lélekképzetei; szerk. Kopeczky Rita; 2015
  - 2. Filozófia, tudomány, paratudomány; 2016
  - 3. Lélek a mítoszok világában; 2019
  - 4. Ázsia, Amerika, Afrika és az újvallások lélekvilága; 2019

## Társasági tagság
- Magyar Filozófiai Társaság
- Magyar Pszichológiai Társaság